# Hong Ling
Hong Ling (chinois : 红凌 ; pinyin : Hóng Líng), né le 27 novembre 1966 et mort le 7 février 2020, est un généticien chinois, professeur et directeur de thèse à l'université des sciences et technologies de Huazhong.

## Carrière
Hong Ling effectue ses études à l'Université de Wuhan, avec une majeure en biologie, où il obtient son diplôme en juillet 1987. En décembre 1994, il est diplômé de l'université de l'Arizona avec un doctorat en biochimie. Après ses études, il commence sa carrière en tant que biochimiste au Département de biologie moléculaire et cellulaire (MCB) de l'université de Californie à Berkeley. Depuis mars 2007, il est professeur de biologie moléculaire à l'École des sciences et technologies de la vie de l'université des sciences et technologies de Huazhong. Il étudie les maladies humaines majeures et rares en utilisant des organismes humains ou des animaux tels que la drosophile et la souris.

## Décès
Pendant la pandémie de Covid-19 en Chine, Hong Ling est infecté par le SARS-CoV-2. Le 7 février 2020, il décède des suites de l'infection à l'hôpital de Wuhan Union.